# 아콰스파르타
아콰스파르타(이탈리아어: Acquasparta)는 이탈리아 움브리아주 테르니도에 위치한 코무네다. 네라 계곡에 마르타니 산맥 방향으로 뻗어 있는 언덕 위에 위치한다.